# کورادو دریکو
کورادو دریکو (ایتالیایی: Corrado D'Errico؛ ‏ ۱۹ مهٔ ۱۹۰۲ – ۳ سپتامبر ۱۹۴۱) کارگردان فیلم و فیلم‌نامه‌نویس اهل ایتالیا در دوران فاشیسم ایتالیایی بود. کورادو در اواخر دهه ۱۹۲۰ به عنوان خالق نمایشنامه‌های تجربی و سمفونی‌های مدنی که ذهنیتی آینده‌نگر و فاشیستی داشتند، مورد توجه عموم قرار گرفت.
از جمله فیلم‌های او می‌توان به صدای بی رخ و دبران اشاره کرد.